# 林地离瓣寄生
林地离瓣寄生（学名：Helixanthera terrestris）为桑寄生科离瓣寄生属下的一个种。